# Eudiscoelius elegantulus
Eudiscoelius elegantulus är en stekelart som först beskrevs av Dalla Torre 1894.  Eudiscoelius elegantulus ingår i släktet Eudiscoelius och familjen Eumenidae. Inga underarter finns listade i Catalogue of Life.